# Ordem da Estrela da Solidariedade Italiana
A Ordem da Estrela da Solidariedade Italiana (em italiano: Ordine della Stella della solidarietà italiana) ou Ordem da Estrela de Itália (em italiano: Ordine della Stella d'Italia), foi criada como uma ordem nacional pelo primeiro presidente da República Italiana, Enrico De Nicola, em 1947, para reconhecer os civis e militares estrangeiros ou expatriados que tiveram uma contribuição distinta para a reconstrução de Itália no pós-guerra.
A insígnia, alterada em 2001, tem a inscrição Solidarietà Italiana ao redor do Bom Samaritano.
A Ordem é concedida por Decreto do Presidente da República Italiana, Chefe da Ordem, por recomendação do Ministro dos Negócios Estrangeiros.
Os três graus, e barretas respectivas, são as seguintes (em 2006):
| Barreta (1947-2001) | Barreta (desde 2001) | Classe                      | Em Italiano                                                        | Titulares |
| ------------------- | -------------------- | --------------------------- | ------------------------------------------------------------------ | --------- |
|                     |                      | 1.ª Classe / Grande-Oficial | Gran-Ufficiale dell'Ordine della Stella della solidarietà italiana | 643       |
|                     |                      | 2.ª Classe / Comendador     | Commendatore dell'Ordine della Stella della solidarietà italiana   | 3,415     |
|                     |                      | 3.ª Classe / Cavaleiro      | Cavaliere dell'Ordine della Stella della solidarietà italiana      | 6,507     |

|           |            |                |
| Barreta   |            |                |
| Cavaleiro | Comendador | Grande-Oficial |